# Käsenbach
Der Käsenbach ist ein Bach in Tübingen, der auf der Wanne entspringt und in die Ammer fließt.

## Geographie

### Verlauf
Der Käsenbach entsteht auf etwa 435 m ü. NN in Tübingen auf der Wanne nahe dem Parkplatz neben der Straße Beim Herbstenhof am Anfang einer sich steil eintiefenden Waldklinge, die zunächst nach Südwesten zieht, wobei hier der Ursrainweg dem linken Bachufer folgt. Dabei stürzt er an einer nahezu unzugänglichen Stelle in der tiefen Schlucht über eine Sandsteinbank im Mittelkeuper herab. Nach etwa 400 Metern fließt von Westen ein etwa gleich langer Bach aus dem Botanischen Garten zu; nahebei liegt der → Geographische Mittelpunkt von Baden-Württemberg.
Hiernach wendet sich der Käsenbach langsam nach links auf Südostlauf und nimmt zwei weitere Zuflüsse auf, erst den sehr kurzen Bach Madergraben, der den Osthang unter den Universitätsgebäuden auf dem Campus Morgenstelle herabläuft, dann wiederum einen von Westen aus einer bewaldeten Seitenklinge kommenden, etwa 350 Meter langen Bach, der nahe der Schnarrenbergstraße aus drei Quellästen zusammenläuft. Der Talabschnitt des Käsenbachs bis etwa hierher wird umgangssprachlich Elysium genannt.
An der Einmündung des Breiten Wegs in die von nun an im Tal laufenden Gmelinstraße verschwindet der Käsenbach in einer Dole. Gleich darauf mündet sein größter Zufluss Öhler, der jedoch in seinem etwa einen Kilometer langen, südwärts laufenden Kerbtal nur etwa den ersten halben Kilometer offen fließt. Weiter abwärts im Käsenbachtal ist der tiefste Teil der Talkerbe zwischen der Gmelinstraße und der ein Stück weit links zu ihr parallel laufenden Käsenbachstraße im Stadtgelände noch gut erkennbar.
Darüber, auf welcher Trasse der Käsenbach seinen unterirdischen Weg von der Westspitze des Tübinger Stadtfriedhofs bis zur Ammer nimmt, sind sich die Quellen nicht einig. Nach der amtlichen Gewässerkarte läuft er danach unter oder entlang der Liebermeisterstraße etwa südöstlich durch das Altklinikum und mündet nach Querung der Rümelinstraße hinter deren Haus Nr. 32 im Alten Botanischen Garten in die Ammer. Etwa dieselbe Trasse gibt auch Google Maps an. Allerdings liegt die Liebermeisterstraße mindestens zwei Meter höher als die Gmelinstraße. Nach anderen Angaben soll der verdolte Unterlauf entlang der Friedhofsmauer des Tübinger Stadtfriedhofs ostsüdöstlich unter der Gmelinstraße weiterlaufen und schließlich in der Nähe der Neuen Aula hinter den Gebäuden Wilhelmstraße 30/1 und 32 etwas weiter abwärts von links in die Ammer einfließen. In jedem Fall liegt die Mündung etwas unter 330 m ü. NN.

### Einzugsgebiet
Der Bach hat ein Einzugsgebiet von 2,7 km², es stößt an der Nordspitze zwischen dem Heuberg und Waldhausen mit den zwei Einzugsgebieten von Goldersbach im Norden und Gutleuthausbach im Osten zusammen, beide sind abwärtige Ammerzuflüsse. Die westliche Wasserscheide läuft auf der Kammlinie des südlich ziehenden Höhenrückens zwischen dem höchsten Punkt des Einzugsgebietes auf dem Gipfel des Heubergs (497,9 m ü. NN) und dem Steinenberg (Gipfel auf 492 m ü. NN, etwas außerhalb); vom Heuberggipfel bis etwa zum Botanischen Garten entwässert dahinter der linke Oberlauf Rosenbach des aufwärts vom Käsenbach in die Ammer mündenden Weilerbachs den Hang auf der anderen Seite, danach dessen linker Zufluss Neuhaldengraben.
Naturräumlich ist das Einzugsgebiet ein Teil der Tübinger Stufenrandbucht, die zum Schönbuch gerechnet wird. Der Bach läuft darin im Mittelkeuper. Diesem liegt im oberen Einzugsgebiet noch eine Unterjura-Schichtinsel auf, die wiederum zentral eine im Quartär abgelagerte Lösssedimentschicht trägt.

### Zuflüsse
Liste der Zuflüsse von der Quelle zur Mündung. Gewässerlänge, Einzugsgebiet und Höhe nach den entsprechenden Layern auf der Onlinekarte der LUBW. Andere Quellen für die Angaben sind vermerkt.
- (Zufluss vom Botanischen Garten), von rechts und Westen auf etwa 405 m ü. NN im Elysium nahe dem Denkmal am geographischen Mittelpunkt Baden-Württembergs, 0,4 km und ca. 0,2 km². Entsteht auf etwa 440 m ü. NN im Botanischen Garten.
Der Hauptstrang des Käsenbachs hat bis hierher eine Länge von 0,4 km und ein Einzugsgebiet von schon ca. 0,7 km².
- Madergraben, von rechts und Westen auf etwa 385 m ü. NN, 0,2 km und unter 0,1 km². Entsteht auf etwa 425 m ü. NN am Osthang des Campus Morgenstelle.
- (Klingenbach vom Schnarrenberg), von rechts und Westen auf etwa 377 m ü. NN gegenüber dem ersten Haus im Tal, 0,4 km und ca. 0,2 km². Längster Quellast entsteht auf etwa 428 m ü. NN nahe der Abzweigung der Elfriede-Aufhorn-Straße von der Schnarrenbergstraße.
- Öhler, von links und Norden verdolt auf etwa 365 m ü. NN an der Einmündung des Breiten Wegs in die Gmelinstraße, offener Lauf 0,5 km, danach verdolt über 0,3 km[LUBW 7] sowie ca. 0,6 km². Entsteht auf etwa 433 m ü. NN in seinem oberen Tal zwischen den Straßen Ursrainer Ring und Engelfriedhalde.

## Geographischer Mittelpunkt von Baden-Württemberg
Nahe der Zumündung des ersten Zuflusses aus dem Botanischen Garten befindet sich der geografische Mittelpunkt Baden-Württembergs (48° 32′ 15,9″ N, 9° 2′ 28,21″ O). Er ist in der Natur markiert durch einen kleinen, etwas schiefen Kegel aus grauem poliertem Stein. Die drei Tonnen schwere Skulptur aus Frankenjurakalk wurde 1986 aufgestellt. Der darum herum verlegte Steinkreis symbolisiert das südwestdeutsche Bundesland, die Kippung entspricht mit 11,5 Grad etwa der Hälfte der tatsächlichen Erdachsenneigung (23°26′).

## Natur und Landschaft
Die unbebauten Mittelhangzonen des Käsenbachtals sind eine Besonderheit von Tübingen. Bei der Siedlungserweiterung von der Altstadt Tübingens auf die angrenzenden Hochflächen wurden diese steilen Hangbereiche anfangs ausgespart. Über die Jahrzehnte haben sich hier sehr unterschiedliche Nutzungsformen entwickelt – von brachliegenden Flächen bis hin zu sehr intensiv genutzten Bereichen.
Die Stadt Tübingen hat im Jahr 2006 den Grundstückseigentümern im Käsenbachtal mitgeteilt, dass es dort ein schutzwürdiges Vorkommen von Feuersalamandern gibt und setzte auch Maßnahmen zum Schutz der Art durch. Der als gemeinnützig anerkannte Verein zur Erhaltung bedrohter Tierarten und ihrer Lebensräume e. V. Tübingen pachtet und unterhält im Käsenbachtal zwei Streuobstwiesen.

## Geschichte

### Römerzeit
Bei der Erweiterung der Neuen Aula wurden 1929 zwei römische Scherben ausgegraben, die wohl vom Käsenbach angeschwemmt wurden. Es wird vermutet, dass sich im Käsenbachtal eine villa rustica befand, die aber bisher noch nicht entdeckt wurde.

### 19. Jahrhundert
In der Oberamtsbeschreibung von 1867 findet sich ein Hinweis auf eine Bach-Abzweigung zum Goldersbach:
„In die Ammer münden auf der Markung: der Hembach zwischen Ammerhof und Schwärzloch, der Weiherbach 1/4 Stunde westlich von Tübingen und der Käsenbach unterhalb der Stadt; ein Arm geht an der Ziegelhütte ab und mündet bei Lustnau in den Goldersbach.“
Die Ziegelhütte stand etwas nördlich des heutigen Kupferbaus. Von dort verlief der zweite Arm des Käsenbachs nach Norden parallel zur Ammer, bis er kurz vor dessen Mündung in die Ammer in den Goldersbach einfloss, auf dem Weg dorthin nahm er den Iglersbach und den Gutleuthausbach auf. Es gab vermutlich mehrere Verbindungsläufe zwischen diesem Bach und der Ammer. Das ist auf einer alten Karte von Lustnau und für den westlichen Bereich auch in den Stadtplänen von 1876 und 1903 zu sehen. Die Ammerbegradigung und Gewässerlaufs-Neuordnungen sind im Stadtplan von 1876 schon als projektiert eingezeichnet. Den Stadtplänen zufolge fand sie auf Tübinger Gebiet zwischen 1876 und 1903 statt, auf Lustnauer Markung erst nach 1927.

### LUBW
Amtliche Online-Gewässerkarte mit passendem Ausschnitt und den hier benutzten Layern: Lauf und Einzugsgebiet des Käsenbachs

Allgemeiner Einstieg ohne Voreinstellungen und Layer: Daten- und Kartendienst der Landesanstalt für Umwelt Baden-Württemberg (LUBW) (Hinweise)
1. 1 2  Höhe nach dem Höhenlinienbild auf dem Hintergrundlayer Topographische Karte.
2. 1 2  Länge nach dem Layer Gewässernetz (AWGN).
3. ↑  Einzugsgebiet nach dem Layer Basiseinzugsgebiet (AWGN).
4. ↑  Verlauf nach dem Layer Gewässernetz (AWGN).
5. 1 2  Höhe nach schwarzer Beschriftung auf dem Hintergrundlayer Topographische Karte.
6. ↑  Einzugsgebiet abgemessen auf dem Hintergrundlayer Topographische Karte.
7. ↑  Länge abgemessen auf dem Hintergrundlayer Topographische Karte.

### Andere Belege
1. ↑  Wasserfall im Elysium. Tübinger Blätter, Tübingen, 1.1898, H. 1.1898.
2. ↑  Unterlauftrasse nach Google Maps durchs Altklinikum Tübingen
3. ↑  Friedrich Huttenlocher, Hansjörg Dongus: Geographische Landesaufnahme: Die naturräumlichen Einheiten auf Blatt 170 Stuttgart. Bundesanstalt für Landeskunde, Bad Godesberg 1949, überarbeitet 1967. → Online-Karte (PDF; 4,0 MB)
4. ↑  Geologie nach: Mapserver des Landesamtes für Geologie, Rohstoffe und Bergbau (LGRB) (Hinweise)
5. ↑  Agenda 21 – Tübingen: Mittelhangzonen und Park am Anlagensee
6. ↑  Bebauungsplan „Campus Morgenstelle“, Teil 1, Behandlung der Stellungnahmen und Satzungsbeschluss, Seite 4. (download PDF, 8,9 MB)
7. ↑  Ursrain (Memento des Originals vom 25. März 2008 im Internet Archive)  Info: Der Archivlink wurde automatisch eingesetzt und noch nicht geprüft. Bitte prüfe Original- und Archivlink gemäß Anleitung und entferne dann diesen Hinweis.
8. ↑  Jürgen Sydow: Geschichte der Stadt Tübingen, Band 1. Mohr Siebeck, 1974. ISBN 3-16-836332-4.
9. ↑  Tübinger Stadtplan von 1876
10. ↑  Tübinger Stadtplan von 1903